# فيليب جونز (رجل أعمال)
فيليب جونز (بالإنجليزية: Philip Jones)‏ هو شخصية أعمال بريطاني، ولد في 13 يوليو 1931، وتوفي في 19 يوليو 2000.